# アグリアーロ
アグリアーロ（伊: Agugliaro）は、イタリア共和国ヴェネト州ヴィチェンツァ県にある、人口約1,400人の基礎自治体（コムーネ）。

## 地理

### 位置・広がり

#### 隣接コムーネ
隣接するコムーネは以下の通り。括弧内のPDはパドヴァ県所属を示す。
- アルベットーネ
- カンピーリア・デイ・ベーリチ
- ロッツォ・アテスティーノ (PD)
- ノヴェンタ・ヴィチェンティーナ
- ソッサーノ
- ヴォー (PD)

### 気候分類・地震分類

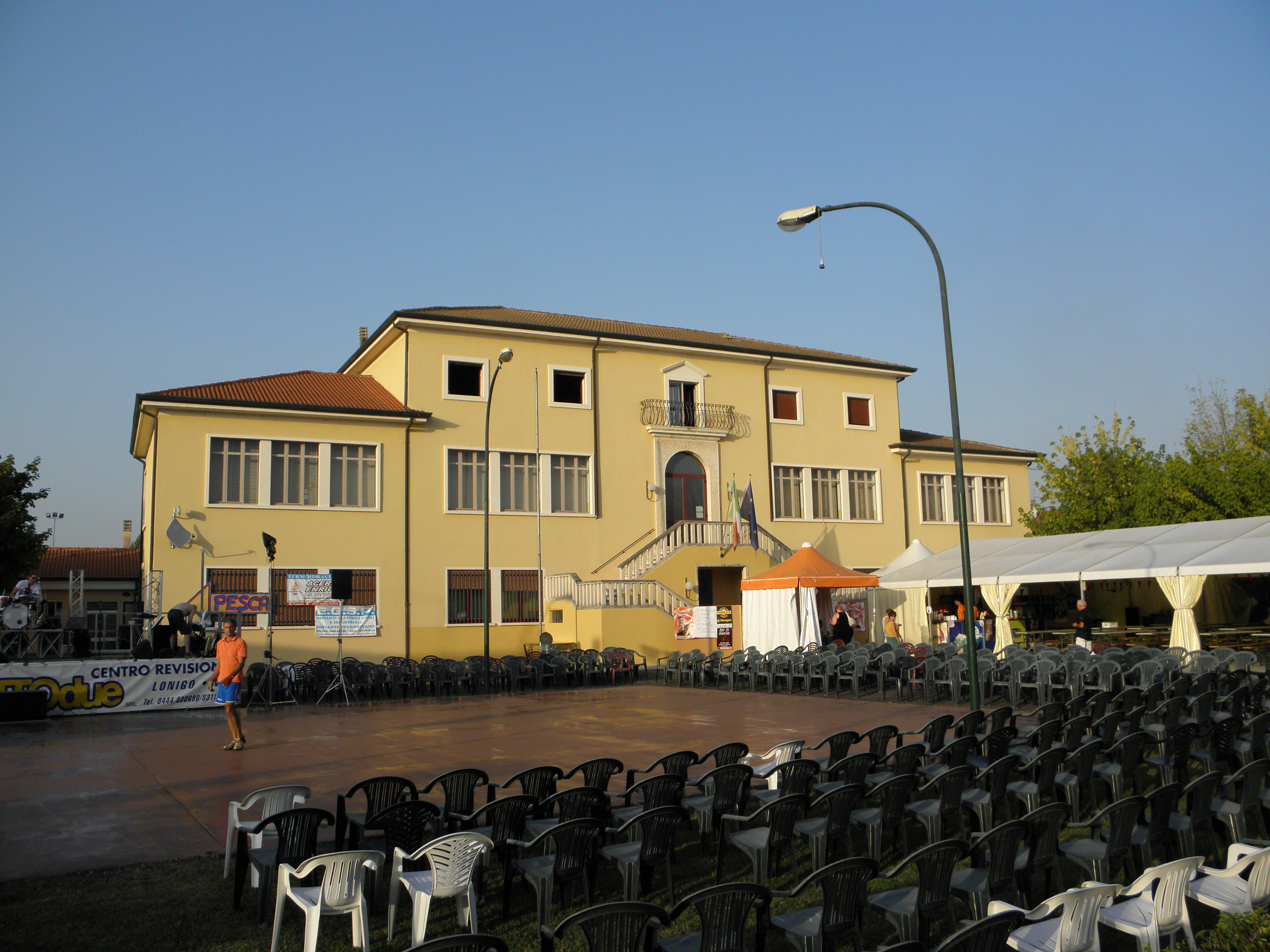
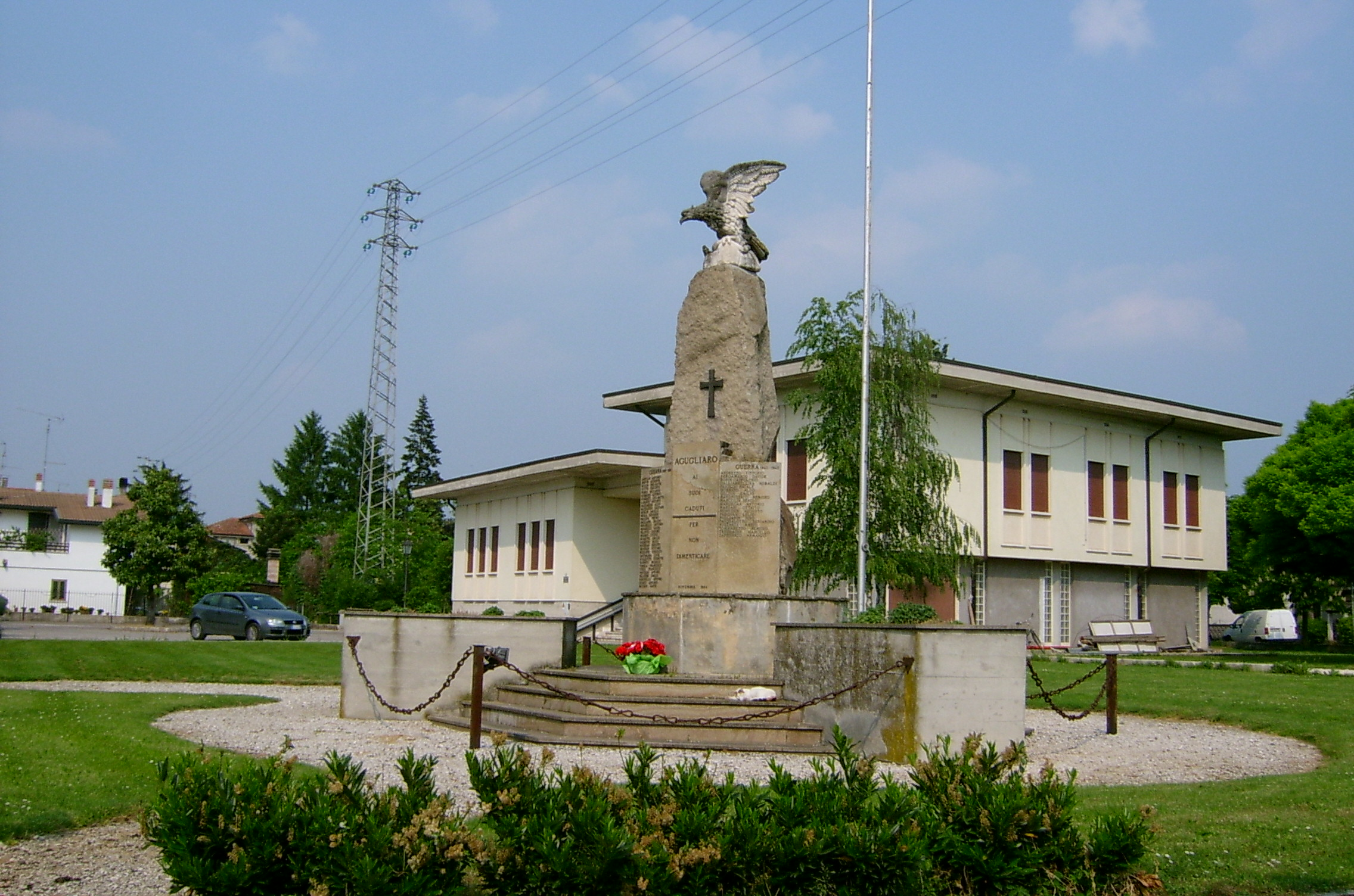
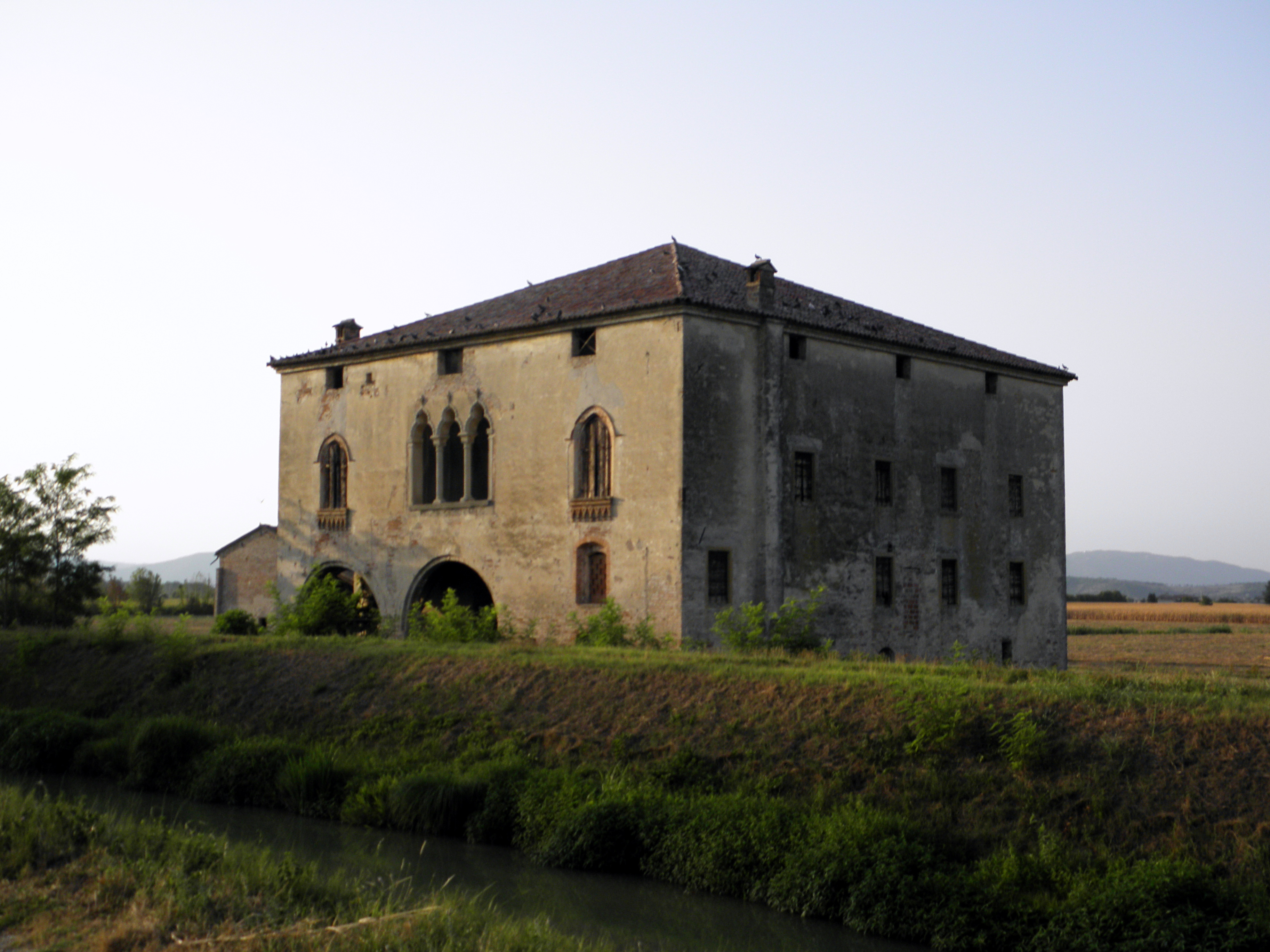
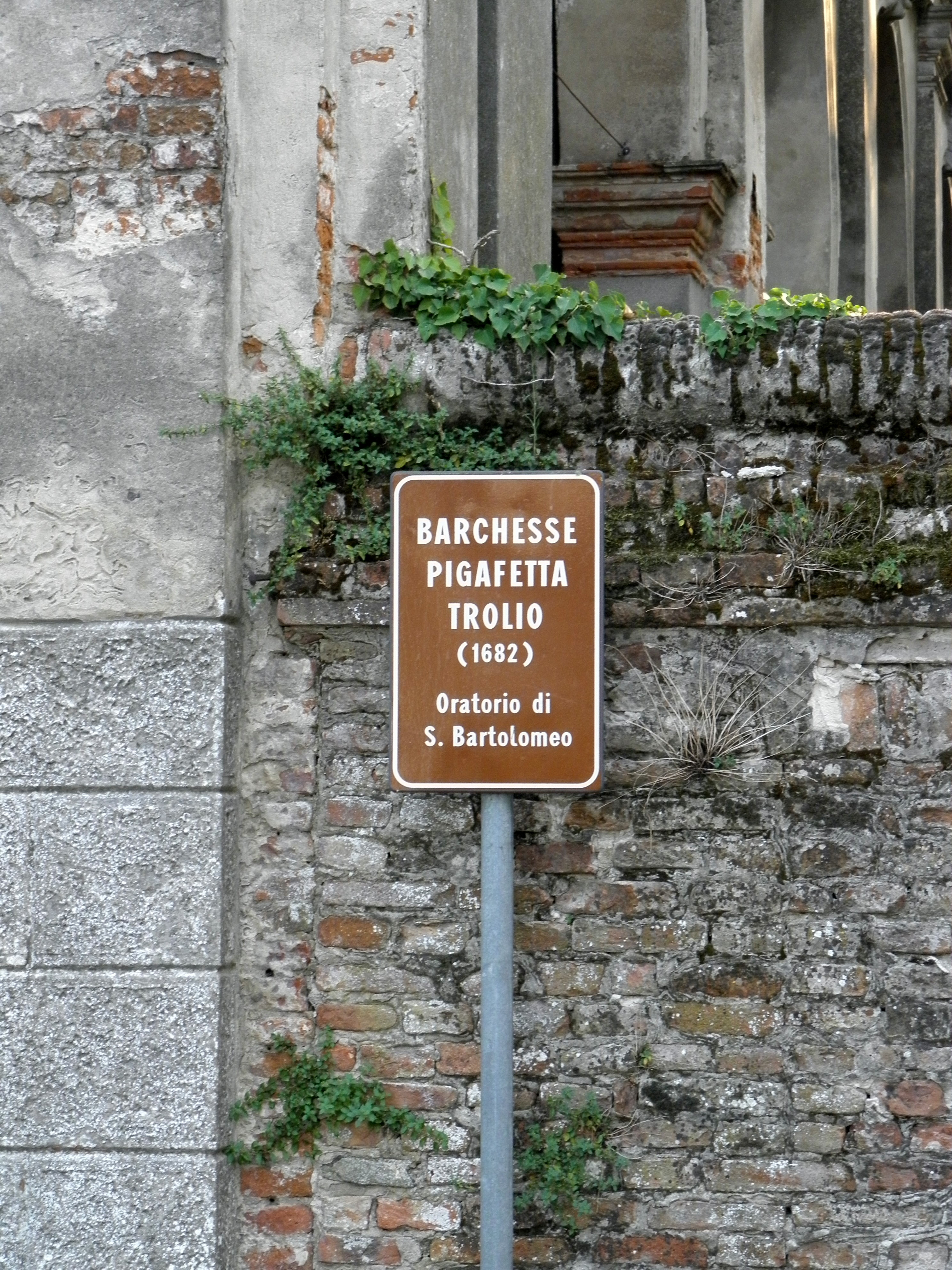
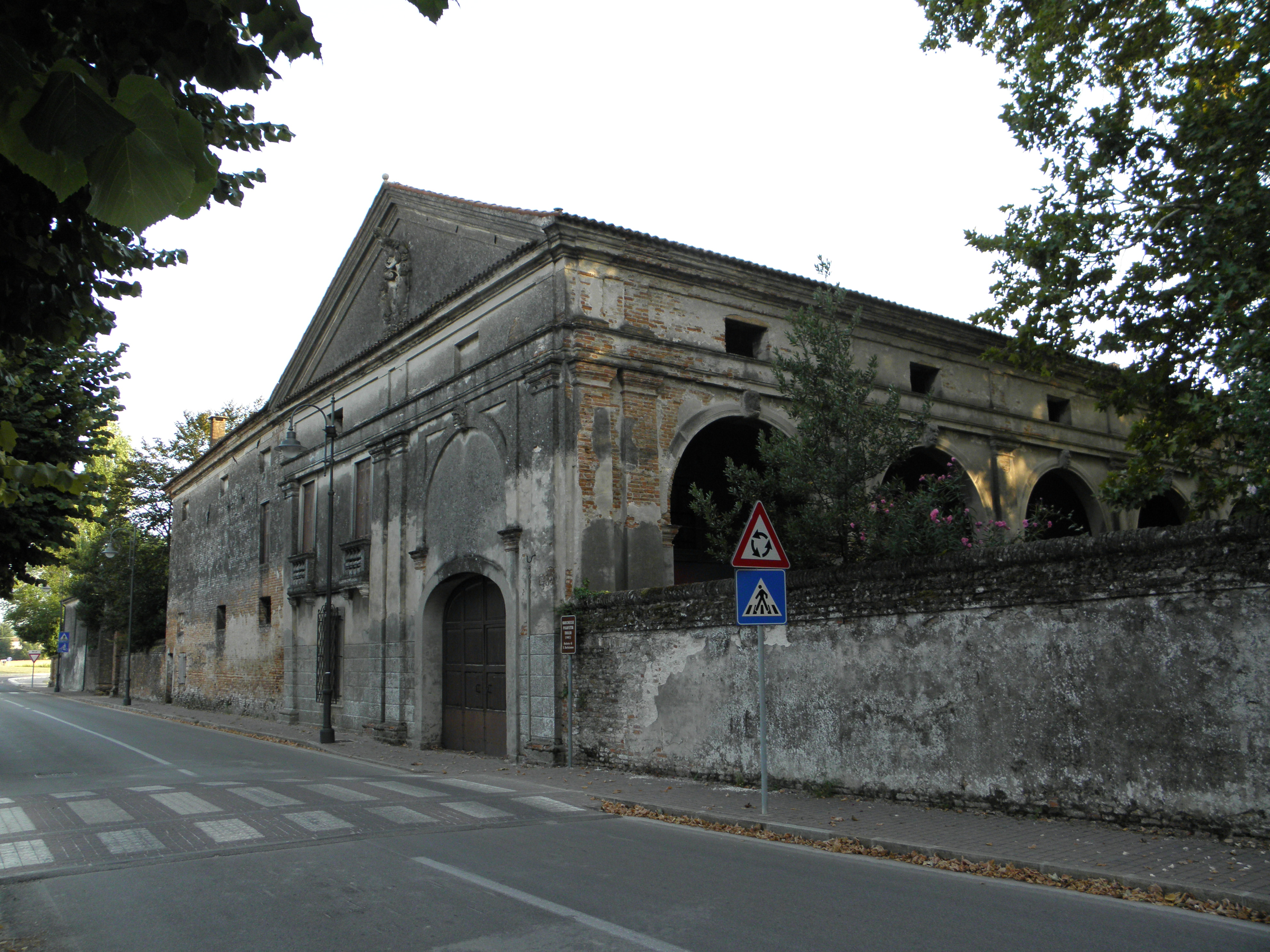
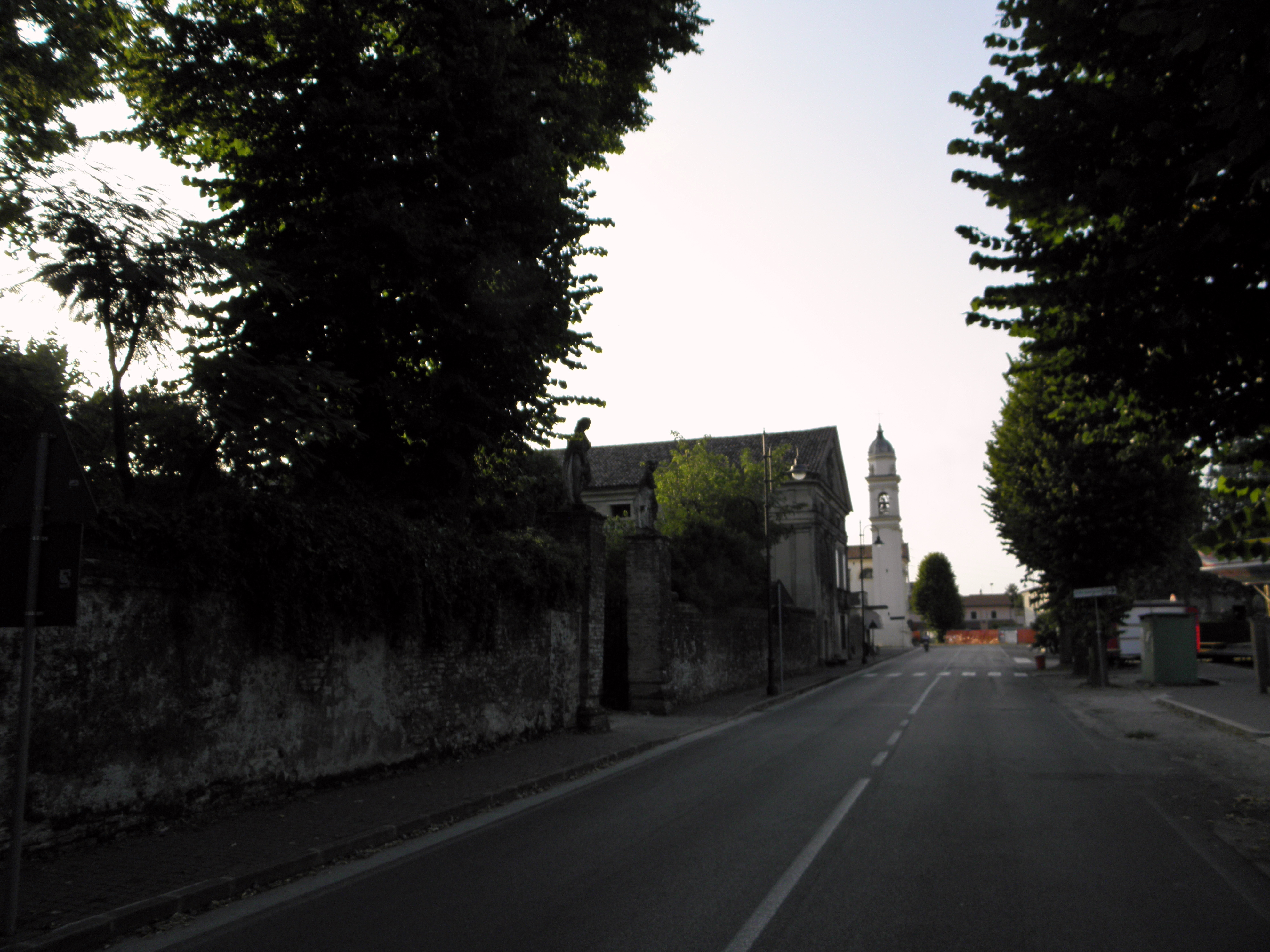
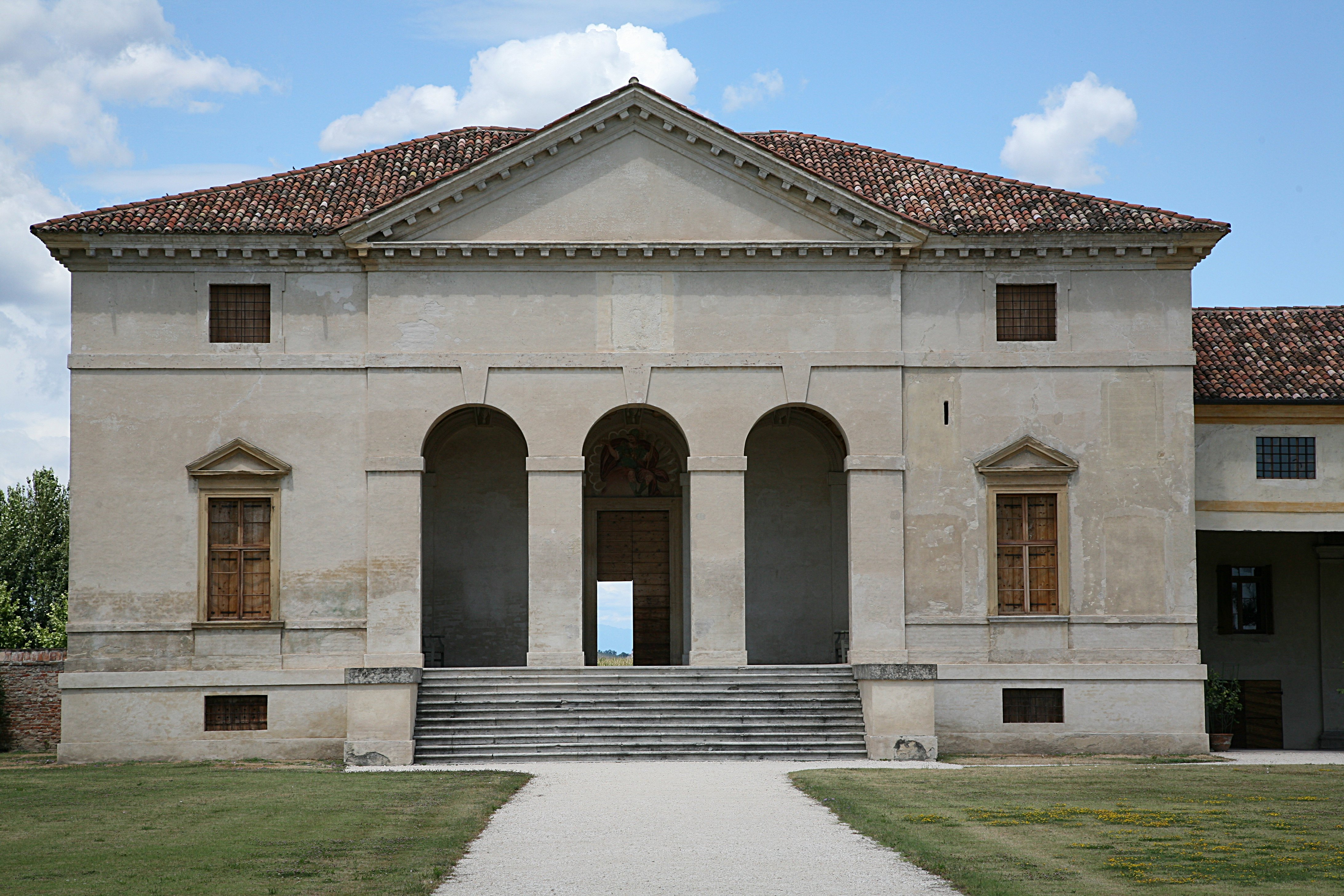
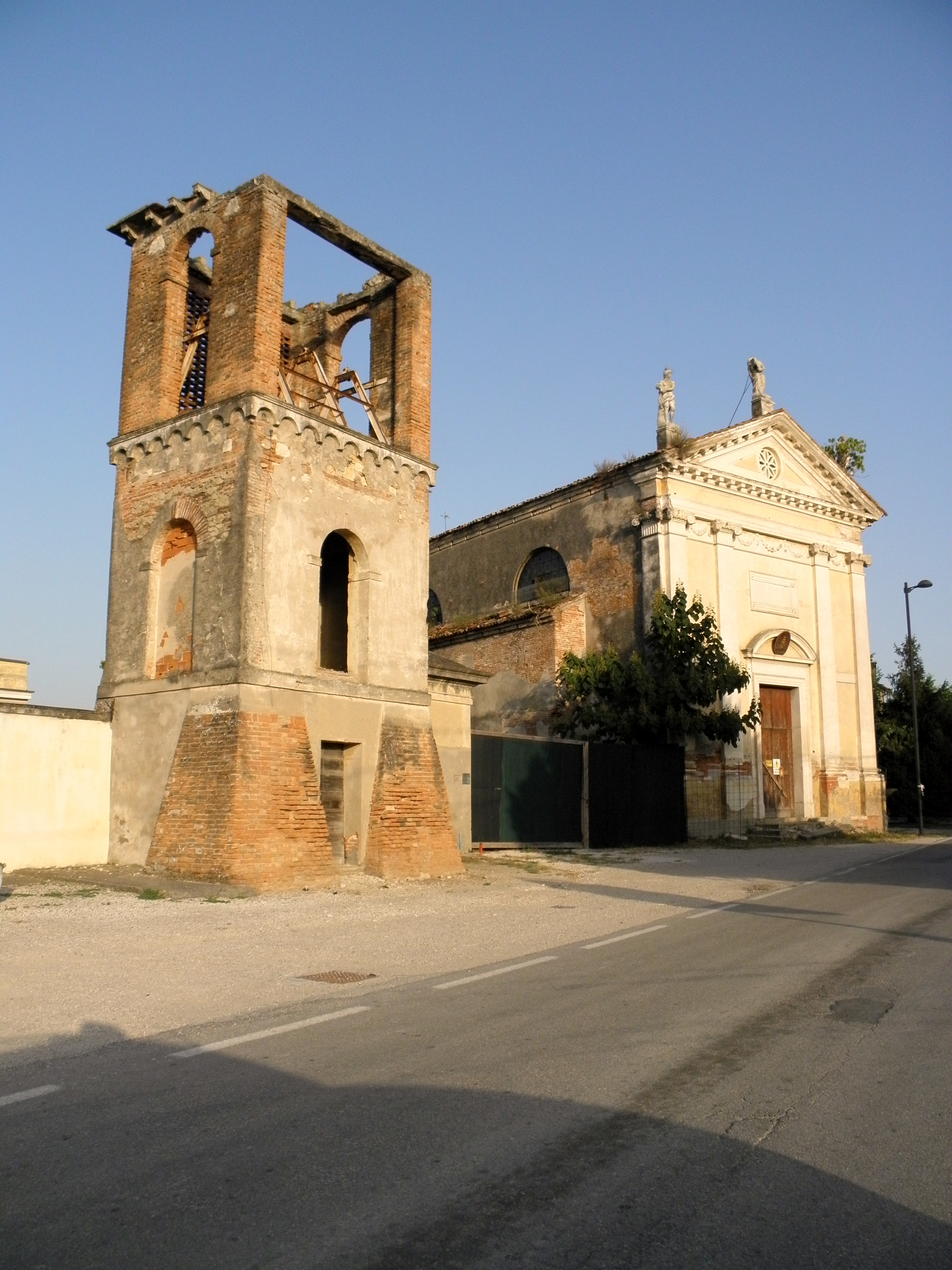

気候分類では、zona E, 2259 GGに分類される。
また、イタリアの地震リスク階級 (it) では、zona 3 (sismicità bassa) に分類される。